# Richard Palmer Blackmur
Richard Palmer Blackmur (* 21. Januar 1904 in Springfield, Massachusetts; † 2. Februar 1965 in Princeton, New Jersey) war ein US-amerikanischer Lyriker und Literaturkritiker.

## Wirken
Richard Palmer Blackmur hatte ab 1951 einen Lehrstuhl für Englische Literatur an der Princeton University inne. Sein Hauptwerk bilden Essays zu englischen Autoren. Er gehörte zu den meist geachteten Kritikern seiner Zeit und war Vertreter des sogenannten New Criticism. Neben seinen wissenschaftlichen Arbeiten trat er auch als Lyriker in Erscheinung und verfasste zahlreiche Gedichte.
1956 wurde er in die American Academy of Arts and Letters und 1964 in die American Academy of Arts and Sciences gewählt.

## Werke (Auszug)
Essays:
- The expense of greatness, 1940
- Language as gesture, 1952
- Form and value in modern poetry, 1957

Lyrik:
- From Jordan’s delight, 1937
- Second worlds, 1942